# Acacia cangaiensis
Acacia cangaiensis är en ärtväxtart som beskrevs av Mary Douglas Tindale och Kodela. Acacia cangaiensis ingår i släktet akacior, och familjen ärtväxter. Inga underarter finns listade i Catalogue of Life.